# Entyloma galinsogae
Entyloma galinsogae är en svampart som beskrevs av Syd. & P. Syd. 1915. Entyloma galinsogae ingår i släktet Entyloma och familjen Entylomataceae.   Inga underarter finns listade i Catalogue of Life.